# Ignatius Paul Pinto
Ignatius Paul Pinto (ur. 18 maja 1925 w Bantval, zm. 8 lutego 2023 w Bengaluru) – indyjski duchowny rzymskokatolicki, w latach 1998–2004 arcybiskup Bengaluru.

## Życiorys
Święcenia kapłańskie przyjął 24 sierpnia 1952. 14 listopada 1988 został prekonizowany biskupem Shimoga. Sakrę biskupią otrzymał 31 stycznia 1989. 10 września 1998 mianowany został arcybiskupem Bengaluru. 22 lipca 2004 przeszedł na emeryturę.